# 淮南联合大学
淮南联合大学，成立于1984年9月，是位于中华人民共和国安徽省淮南市的全日制专科公办普通高等职业学校。

## 现状

### 师资力量
学校现有在职教职工400余人，其中高级职称教师115人，硕士学位以上的教师258人。在校学生近万人。

### 院系专业
学校现设有10个系部，开设49个专业，“开放教育”本科专业10个。
- 医学院
- 经济管理学院
- 机电系
- 化工系
- 建工系
- 政文系
- 外语系
- 计算机系
- 基础课部
- 思政部

## 知名校友
- 李宝君：现任滁州市政府副市长，1988年经济管理专业毕业。